# Bob Cousy
Robert Joseph Cousy (9 d'agost de 1928, Nova York) és un exjugador professional de bàsquet estatunidenc, que va jugar de base en els Boston Celtics des de 1951 a 1963, i breument amb Cincinnati Royals en la temporada 1969-1970.
És reconegut com un dels millors jugadors de la història en la seva posició, i fou conegut com a "The Cooz" o "Houdini of the Hardwood".

## Col·legi d'Holy Cross
Cousy va jugar en el Col·legi d'Holy Cross durant la seva carrera universitària, on va ser el MVP de l'equip i màxim anotador en 1949 i 1950, dues vegades All-Conference i All-New England (1949 i 1950), i nomenat per Sporting News en el segon millor equip de l'All-American en 1949 i en el primer equip a l'any següent. Va liderar Holy Cross al campionat de la NCAA de 1947.

## Carrera NBA
Cousy va ser triat en el draft de 1950 per Tri-Cities Blackhawks, i immediatament traspassat a Chicago Stags, i més tard triat pels Celtics en un draft en el qual se seleccionaven els jugadors que havien quedat lliures després de la desaparició dels Stags. En l'NBA, va liderar al seu equip a sis campionats: un el 1957 i, posteriorment, cinc consecutius, de 1959 a 1963. Aquests cinc anells van ser part dels vuit aconseguits de manera consecutiva per la franquícia de Massachusetts.
Cousy és el jugador que més assistències ha repartit en la història dels Celtics amb 6.955. Va liderar l'NBA en assistències des de 1953 a 1960, aquesta última temporada arribant a una mitjana de 9.5 per partit, el seu rècord personal. A més, va anotar 16.960 punts i va participar en l'All-Star Game en tretze ocasions consecutives, sent l'MVP del partit en 1954 i 1957. També va ser nomenat MVP en la temporada 1957-1958, en el millor quintet des de 1952 a 1961 i en el millor segon en 1962 i 1963. Cousy encara posseeix dos rècords NBA: el de més assistències repartides en una meitat (19, el 27 de febrer de 1959 davant Minneapolis Lakers —en va repartir 28 en tot el partit—) i el de més tirs lliures en un partit de playoffs (o realment en qualsevol partit de NBA), quan va anotar 30 dels 32 intentats el 21 de març de 1953 davant Syracuse.
Cousy es va retirar oficialment dels Celtics en finalitzar la temporada 1961-1962, però va tornar set anys més tard i va disputar set partits com a entrenador-jugador dels Cincinnati Royals (en l'actualitat Sacramento Kings). Va ser entrenador dels Royals de 1969 a 1973, però no va ser capaç de dirigir a l'equip a un balanç superior a 36-46. Durant la temporada 1973-1974, va ser acomiadat quan l'equip portava una marca de 6-14.

## Després de l'NBA
El 1963, l'autobiografia més venuda de Bob Cousy, Basketball Is My Life, va ser publicada. En el llibre descriu com es va trencar el seu braç dret quan era un nen i es va veure forçat a practicar esports usant la seva mà esquerra. Va sentir que haver d'utilitzar la mà esquerra el va fer millor jugador de bàsquet.
Aquell mateix any es va convertir en l'entrenador de Boston College, i en 6 temporades va tenir un rècord de 117 victòries i 38 derrotes, i va ser nomenat Entrenador de l'Any de Nova Anglaterra en 1968 i 1969.
Cousy ha gaudit d'una vida molt pública en la seva retirada. Va fer de Comissionat en l'American Soccer League II a la fi dels 70, va aparèixer en la pel·lícula Blue Chips, i treballà per als Celtics una vegada que els seus dies com jugador van arribar a la seva fi. També ha treballat com comentarista en retransmissions de bàsquet. A més, el seu mític dorsal 14 va ser retirat pels Celtics. Fou nominat un dels 50 millors jugadors de la història de l'NBA elaborada l'any 1996 i ESPN el va col·locar en la posició #94 en la seva llista dels 100 millors esportistes estatunidencs del segle xx.